# Utx Turfan
Utx Turfan (Utch Turfan, Outch Turfan, en xinès Wen-su) fou un regne de la conca del Tarim, a la regió de Turfan esmentat al segle i. Era diferent del regne de Turfan però a la mateix regió.
Al segle i aC el regne segurament es va fer client del chan-yu dels xiongnu fins que abans de la meitat del segle fou sotmès pels xinesos. Amb poques alternatives el van dominar fins a la caiguda de la dinastia Han, amb la guerra civil (anys 8 a 25), quan el regne es va independitzar. Possiblement va caure temporalment sota influència xiongnu però l'any 48, amb la divisió dels xiongnu en septentrionals i meridionals, la Xina va restablir el protectorat.
El 75 es va revoltar com tota la regió però el 78 el general Ban Chao, amb soldats reclutats a Khotan, Sogdiana i Kaixgar, que ja havia sotmès, es va apoderar d'Utx Turfan. Mentre les forces xineses imperials de Kansu havien reconquerit el regne de Kiu Txe (el Turfan propi). Es va revoltar altre cop el 84, però després de la derrota dels indo-escites (90), dels que esperaven ajut, i sense esperances d'altra ajuda, es van sotmetre al general Ban Chao (91) que aquell mateix any fou nomenat "Protector general" equivalent a virrei de l'Àsia central.
El nom del regne no torna a aparèixer i probablement va desaparèixer absorbit pel regne de Turfan o un altre dels regnes veïns.